# Flandes francès
|  | Aquest article tracta sobre una part del comtat de Flandes annexionat per França. Vegeu-ne altres significats a «Flandes (desambiguació)». |

Flandes francès o Flandes del Sud (en neerlandès Frans-Vlaanderen o Zuid-Vlaanderen) és la part del Comtat de Flandes annexada per França (Flandes era un comtat constituent del regne de França). És una demarcació geogràfica, no una demarcació lingüística.

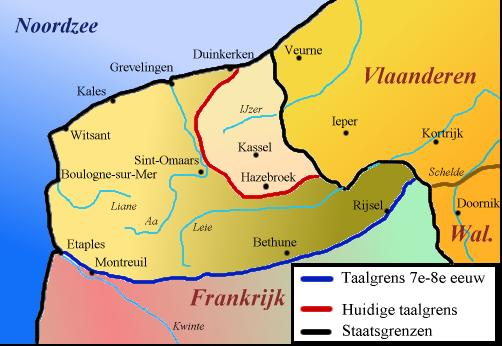
Evolució de la frontera lingüística entre el francès i el neerlandès del fins avui

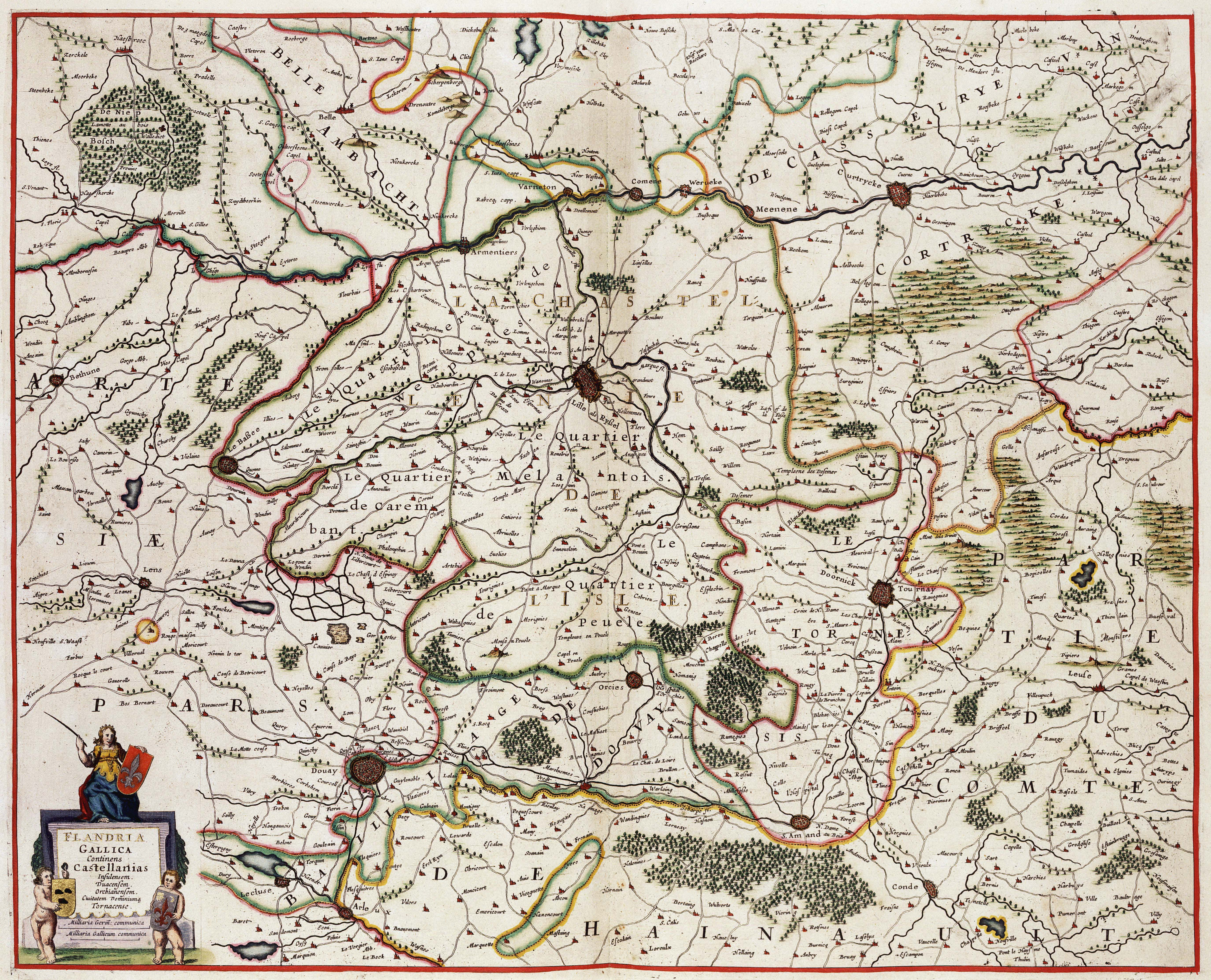
Flandria Gallica (1647)

Al comtat de Flandes històric sempre hi ha hagut una part de parla neerlandesa, i una part més petita al sud-est, la Flandria Gallica o Flandes de parla francesa. L'administració es feia principalment en llatí i només després de la revolució francesa es va imposar el principi de l'Estat-Nació unilingüe. La ciutat de Lilla sempre ha sigut i encara és la capital de Flandria Gallica. L'annexió de trossos d'aquest comtat per França no va seguir les fronteres lingüístiques (un concepte anacrònic en aquesta època), sinó la bona o mala fortuna dels exèrcits que es van enfrontar en el conflicte durant els segles XVI-XVII. De fet, Lluís XIV ho volia tot, a part del que va aconseguir, tanmateix, el Flandes francès ara s'ha dividit entre els departaments del Nord i Pas de Calais. La zona prop de la frontera amb la moderna província de Flandes Occidental on encara es parla -poc- el neerlandès es diu Westhoek. França va annexar altres parts de les antigues Disset Províncies: Artois i un tros del comtat d'Hainaut. Seria correcte designar totes aquestes parts amb el nom «Països Baixos francesos».
El 1665, a la mort de Felip IV de Castella, Lluís XIV va reclamar tres províncies de la Monarquia Hispànica: el comtat de Flandes, el ducat de Brabant i el comtat d'Hainaut, que el francesos com els espanyols deien amb un pars pro toto «Fland(r)es». Hi veia una compensació per què Castella mai no va pagar la dot de 500.000 escuts, promesa el 1659 a la conclusió del Tractat dels Pirineus quan es va casar la filla petita de Felip IV, Maria Teresa. Va pretendre, que segons una llei dels Països Baixos espanyols, Maria Teresa, nascuda de primeres noces, tenia més drets que el fill (Carles II) nat de segones noces. Pretenia així defendre els drets legítims de la seva dona.
La frontera septentrional d'aquesta regió es va fixar després dels Tractat de Nimega (1678), Tractat de Rijswijk (1698) i Tractat d'Utrecht (1713), quan diverses parts dels Països Baixos espanyols o de les Disset Províncies van canviar d'estat durant la guerra francoholandesa i les campanyes expansionistes de Lluís XIV, que somiava amb unes fronteres naturals, fàcils de defendre, com l'Escalda i els Pirineus. La regió pertanyia als Països Baixos espanyols i Lluís XIV va aprofitar la feblesa de l'exèrcit espanyol per augmentar el seu territori. La fontera va anar canviant segons la fortuna de les guerres successives. El 1677, ciutats dels Països Baixos del sud com Ieper i Kortrijk eren franceses.
Fins a la reforma administrativa després de la Revolució francesa, quan es van suprimir totes les fronteres dels feus de l'antic règim, era considerada com la província del Flandes francès del regne de França.

## Llengua i cultura
Per la política monolingüística francesa, la zona de parla neerlandesa va reduir-se cap al Westhoek d'avui on només la gent gran encara parla un dialecte del neerlandès. Molts habitants es defineixen com flamencs de França, tot i tenir el francès com primera llengua. El 1984, van intentar crear un partit polític, el Vlaemsche Federalistische Party - Parti Fédéraliste Flamand (partit flamenc federalista o VFP-PFF) sense gaire èxit. Lilla que sempre ha sigut de parla francesa, es presenta sovint com una ciutat flamenca. Tot i això es veu com una prudent revifalla lingüística.
Sota una francesització superficial, comparable a la del Rosselló, molts topònims mantenen el seu caràcter neerlandès, com Dunkerque per Duinkerke, Bourbourg per Broekburg o Bergues per Sint-Winoksbergen o Bergen. Altres topònims flamencs són Rijsel (Lille), Duinkerke (Dunkerque), Hazebroek (Hazebrouck), Belle (Bailleul), Hondschote (Hondschoote), Steenvoorde, Kassel (Cassel), Sint-Winoksbergen (Bergues), Kales (Calais), Broekburg (Bourbourg), Sint-Omaars (Saint-Omer), Atrecht (Arràs), Boeschepe, Witzand (Wissant), Grevelingen (Gravelines), Meregem (Merville).